# Ibrahim Núradín
Ibrahim Núradín (Dhivehi: ސުލްޠާން އިބްރާހީމް ނުރައްދީން;), 1892-ben halt meg, a Maldív-szigetek szultánja volt, első ízben 1882-től 1886-ig. Utána 4 évig, 11 hónapig és 29 napig II. Mohamed Muínudín vette át a trónt. Núradín második alkalommal is hatalomra került 1888-ban és 1892-es haláláig uralkodott.

## Fordítás
Ez a szócikk részben vagy egészben  az   Ibrahim Nooraddeen című angol Wikipédia-szócikk ezen változatának fordításán alapul.  Az eredeti cikk szerkesztőit annak laptörténete sorolja fel. Ez a jelzés csupán a megfogalmazás eredetét és a szerzői jogokat jelzi, nem szolgál a cikkben szereplő információk forrásmegjelöléseként.